# Muzeum Przyrodnicze im. Dzieduszyckich we Lwowie

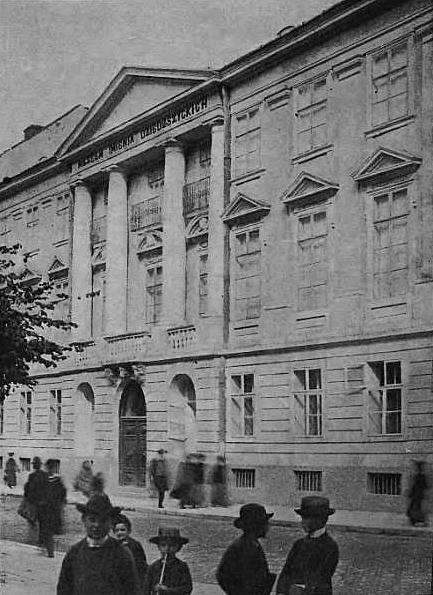
Muzeum Dzieduszyckich przed 1905

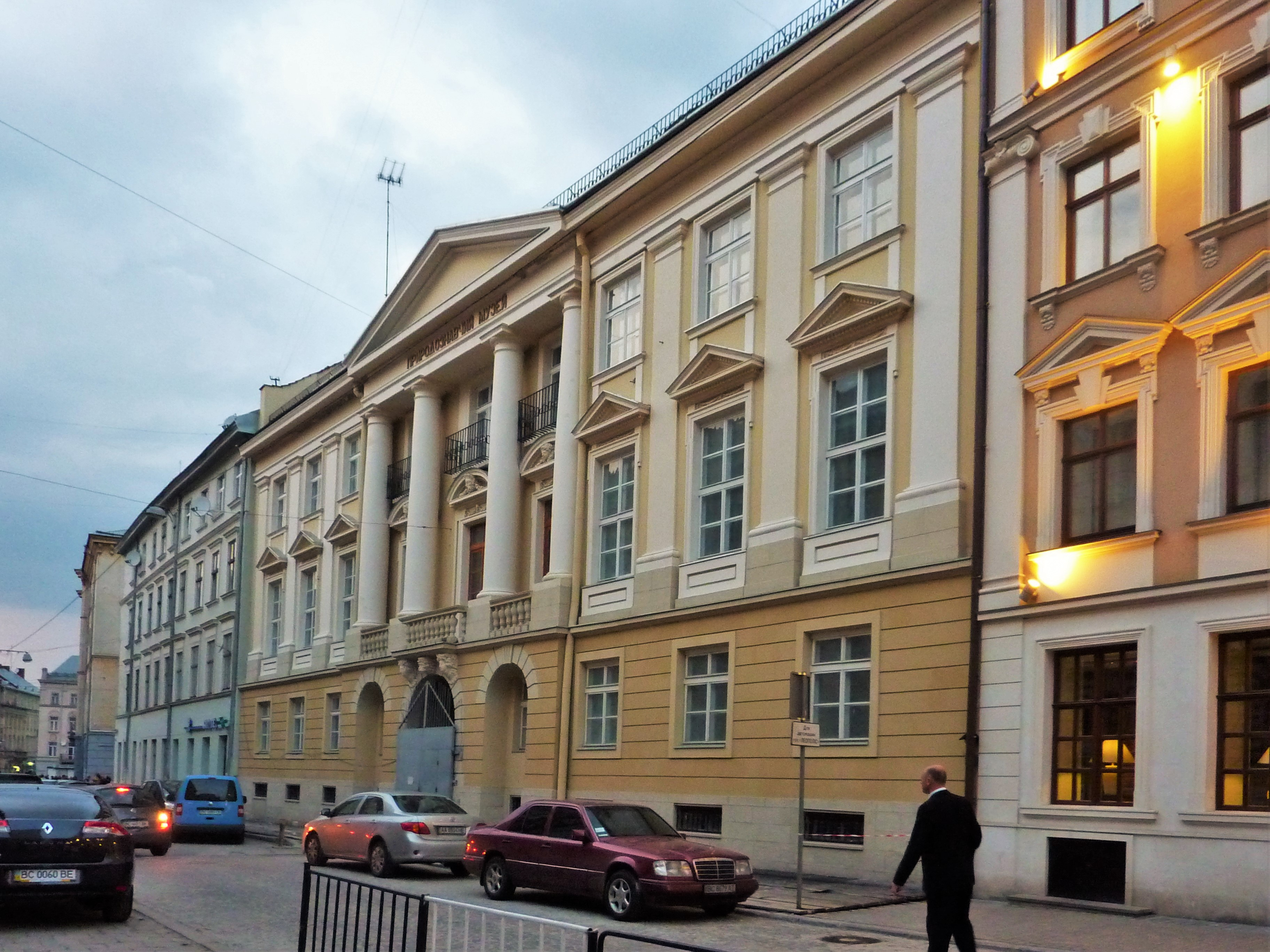
Budynek siedziby muzeum

Muzeum Przyrodnicze im. Dzieduszyckich we Lwowie – placówka wystawienniczo-naukowa, zawierająca zbiory przyrodnicze, etnograficzne, prehistoryczne, pochodzące z całego obszaru dawnych ziem Polski, założona w przez hrabiego Włodzimierza Dzieduszyckiego w połowie XIX wieku we Lwowie. W okresie II Rzeczypospolitej było to największe muzeum przyrodnicze w kraju. Obecnie jest muzeum prowadzonym przez Narodową Akademię Nauk Ukrainy, od 1994 r. pod nazwą Державний природознавчий музей НАНУ (ukr.: Państwowe Muzeum Przyrodnicze).

## Historia powstania
W 1868 roku Włodzimierz Dzieduszycki kupił gmach przy ul. Teatralnej 18 we Lwowie. Przeniósł do niego swoje zbiory przyrodnicze, bibliotekę i zbiory obrazów. 10 września 1880 z okazji przyjazdu cesarza Franciszka Józefa I do Lwowa Włodzimierz Dzieduszycki ofiarował swoje muzeum na rzecz narodu polskiego i zabezpieczył istnienie placówki przez utworzenie w roku 1893 Ordynacji Poturzyckiej. W okresie międzywojennym muzeum było głośne w Europie jako jeden z nielicznych przykładów wyczerpującego muzealnego przeglądu kraju pod względem przyrody, geologii i folkloru.
W 1880 Włodzimierz Dzieduszycki wydał książkę Muzeum imienia Dzieduszyckich we Lwowie, a w 1895 roku Przewodnik po Muzeum im. Dzieduszyckich we Lwowie.
Po śmierci Włodzimierza Dzieduszyckiego (18 września 1899) kuratorem Muzeum został Tadeusz Dzieduszycki, od 1910 zarządzanie muzeum przejął syn Tadeusza i Anny Dzieduszyckich – Paweł, który w 1918 wstąpił do zakonu jezuitów, przekazując ordynację i kuratorstwo muzeum na rzecz swego młodszego brata, Włodzimierza Dzieduszyckiego juniora, który kierował muzeum i ordynacją aż do wybuchu II wojny światowej.
Za życia Włodzimierza Dzieduszyckiego generalnym kustoszem był Władysław Zontak. Od 1905 kustoszem muzeum był Marian Łomnicki, a w dwudziestoleciu międzywojennym dyrektorem Jarosław Łomnicki (1915–1931) oraz Jan Kinel. Pracował tutaj także m.in. Józef Dziędzielewicz oraz Witold Albert Adolph. Kustoszem w dziale botanicznym był z kolei Tadeusz Wilczyński.

## Wydawnictwa Muzeum
Muzeum wydawało lub wydaje między innymi następujące wydawnictwa ciągłe:
- Rozprawy i Wiadomości z Muzeum im. Dzieduszyckich (także tytuł łaciński: Acta Musaei Dzieduszyckiani; wychodziło od 1915 do 1924)[6]
- Наукові записки Державного природознавчого музею (od 1951; tom 39 w 2023)[7]

## Losy muzeum do 1939

### Ekspozycja
Za życia Włodzimierza Dzieduszyckiego w skład Muzeum wchodziło siedem działów: 
- zoologiczny
- botaniczny
- paleontologiczny
- geologiczny
- mineralogiczny
- prehistoryczny
- etnograficzny

Na początku XX wieku powstały nowe działy muzeum, w tym dział archeologiczny, którego kierownikiem był m.in. Karol Hadaczek. 

#### Dział zoologiczny
Był on najbogatszy w eksponaty. W 1895 zawierał 8328 gatunków w 38 225 egzemplarzach, a do 1939 stan ten wzrósł blisko trzykrotnie. Zawierał szereg interesujących kolekcji:
- bezkręgowców, zwłaszcza owadów, zawierająca kilkaset nowo opisanych gatunków. W roku 1895 było ich 7420 gatunków w 31 152 okazach. Zbiory były ustawione według systemu naturalnego George'a Cuvier, tj. ewolucyjnym, poczynając od grup najwyższych. W 1937 zawierała 150 079 okazów.
- ptaków, o szczególnej wartości naukowej. W 1907 było ich 295 gatunków w 2259 okazach, wystawionych zazwyczaj na tle naturalnym: z gniazdami, jajami, w obydwu płciach i w różnym wieku.
- ryb (56 gatunków),
- płazów (15 gatunków),
- gadów (10 gatunków),
- ssaków (60 gatunków), w tym wiele rzadkich i już nie spotykanych.

#### Dział botaniczny
Mieścił się w 4 salach na I piętrze i w sieni na parterze. W skład jego wchodziły zakupione przez Dzieduszyckiego zbiory profesorów Uniwersytetu Lwowskiego Jacka Łobarzewskiego, Antoniego Rehmana, Mariana Raciborskidgo oraz uboższe kolekcje pozauniwersyteckich botaników lwowskich. Najbogatszy był zielnik Łobarzewskiego składający się z 70 fascykułów, zawierających ponad 2000 gatunków roślin w 10 tysiącach okazów. W trzech pokojach były rozwieszone w ramach za szkłem kolekcje flory krajowej (ok. 30 tysięcy okazów roślin), ułożone według systemu Endlichera. Każda rodzina była reprezentowana przez najbardziej charakterystyczne dla niej gatunki. W ostatnim pokoju były złożone zielniki. Znajdowało się tam również wiele okazów paleobotanicznych zebranych przez Zejsznera i Raciborskiego oraz flory górnokredowej z Potylicza, reprezentujących najważniejsze grupy flory kopalnej, a także zasuszone okazy i modele niektórych gatunków grzybów oraz zbiór porostów zebranych przez Władysława Boberskiego.
Na parterze, w obszernej sieni prowadzącej na dziedziniec, znajdowała się ekspozycja dendrologiczna i mineralogiczna. Pod ścianami sieni na podwyższeniu znajdowały się przekroje dwóch bardzo starych dębów, jeden o średnicy 2 metrów, drugi – 1,6 metra, dalej przekroje limby o 412 słojach w przekroju, przekroje modrzewia, sosny, ogromny blok skalny z kryształów soli kuchennej, drabinka górnicza okryta kryształami soli kuchennej w różnych kształtach, gipsy, alabastry i porfiry, bryła wosku ziemnego, węgla kamiennego i brunatnego. Na podwórzu zwanym wirydarzem pod ścianami murów znajdowały się dwa drzewa zrośnięte pniami z zachowaniem dwu kręgów słojów, dwa pnie buków połączone wspólną gałęzią, która wrastając w obydwa pnie tworzy literę N, pień skamieniałego drzewa szpilkowego, wyciągnięty z Sanu sczerniały pień dębu, pień dwu zrośniętych topoli nadwiślańskich oraz różne skamieliny.

#### Dział mineralogiczno-paleontologiczno-geologiczny
Był to najstarszy dział muzeum. Początki jego sięgały roku 1832, kiedy ojciec Włodzimierza, Józef Dzieduszycki, zakupił od młodego geologa krakowskiego Ludwika Zejsznera kolekcję skał i minerałów z okolic Krakowa, Nowego Sącza, Krzeszowic, Niziny Sandomierskiej, Lwowa, Złoczowa i kilku innych miejscowości podkarpackich. W skład tego zbioru wchodziło 280 gatunków minerałów i skał w 2 tysiącach okazów, a ponadto sto kilkadziesiąt kości zwierząt plejstoceńskich kości z tatrzańskiej groty pod Magurą, z brzegów Dniestru i Sanu, a także 460 minerałów, skał i kości nierozpoznanych bliżej zwierząt. Nieco później zakupił też zbiór skamielin z okolic Lwowa po radcy Nechaju, kolekcję Antoniego Rehmana, geologa Seweryna Płachetki i innych. Do tych zbiorów dołączono w dalszych okresach kolekcje z wycieczek pracowników Muzeum do różnych okolic kraju oraz darowizny różnych osób. Katalog bogatej kolekcji ramienionogów kopalnych zestawił Józef Siemiradzki.

##### Starunia
Wydobycie w 1907 z pokładów wosku ziemnego w Staruni koło Nadwórnej i naukowe opracowanie pod względem anatomicznym całego ciała nosorożca włochatego oraz szkieletu mamuta przysporzyło Muzeum im. Dzieduszyckich światowego rozgłosu. Drugi nosorożec wydobyty w Staruni został złożony w Krakowskim Muzeum Przyrodniczym, natomiast pierwszy nosorożec ze Staruni (oraz wydobyty z nim mamut) po wojnie wraz z innymi trofeami muzeum pozostały we Lwowie, gdzie znajdują się do dziś (mamut jako główny eksponat).

#### Dział etnograficzny
Założony został najpóźniej, bo dopiero po Wystawie Światowej w Wiedniu w 1873 i Wystawie Powszechnej w Paryżu w 1878 roku. Zawierał oryginalne, piękne chałupnicze wyroby galicyjskich chłopów, oparte na starych tradycjach ludowych. W latach późniejszych Włodzimierz Dzieduszycki kupował na jarmarkach, bądź też u chałupniczych wytwórców – artystów różne przedmioty, wzbogacając nimi kolekcję.

### Działalność naukowa
Muzeum sfinansowało nakład monografii Oskara Kolberga dotyczącą Przemyskiego.

### Kuratorzy
- Marian Łomnicki (1905–1915)[10][11]

## Losy muzeum po II wojnie światowej
W czasie działań wojennych, podczas zajmowania Lwowa w 1939 r. przez Rosjan, pocisk artyleryjski uszkodził budynek muzeum i częściowo zniszczył zbiory działu paleontologicznego.
Po zajęciu Lwowa przez Niemców dzięki staraniom Mieczysława Gębarowicza najcenniejsze eksponaty przewieziono do Krakowa. 
Po zakończeniu II wojny światowej i przymusowym wysiedleniu Polaków ze Lwowa wszystkie eksponaty zgromadzone w muzeum zostały przekazane przez Rosjan narodowi ukraińskiemu i obecnie znajdują się pod zarządem Akademii Nauk Ukrainy jako Lwiwśkyj Naukowo Pryrodoznawczyj Muzej. Likwidowano ślady polskości, niszczono dokumenty i zbiory, usunięto napis Muzeum im. Dzieduszyckich znajdujący się na frontonie budynku. 
Od 1995 do 2013 roku ekspozycja była nieczynna z powodu trwającego remontu gmachu muzealnego. W 2013 roku Muzeum Przyrodnicze otrzymało grant na projekt Muzeum Przyrodnicze: od teorii ewolucji życia do praktyki żywego muzeum. Nową wystawę otwarto w 2018 roku.